# Wat-Thai-Tempel (München)

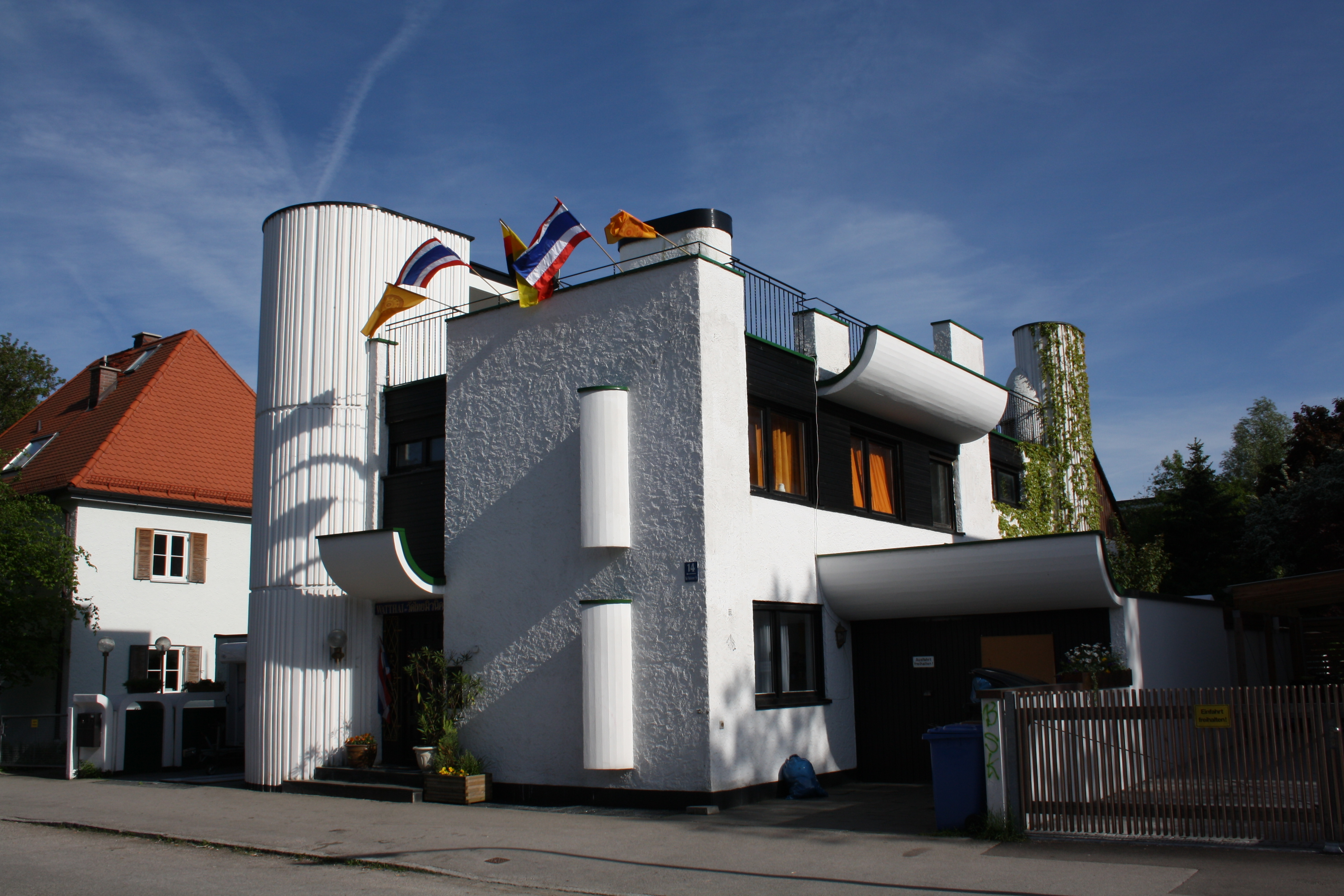
Das 1991 gebaute und heute als Tempel genutzte Gebäude

Der Wat-Thai-Tempel im Münchner Stadtteil Ramersdorf ist ein buddhistisches Gemeindezentrum von thailändischen Einwanderern in München und Umgebung; er befindet sich seit 1998 in der Bad-Dürkheimer-Str. 14. Von den rund 2000 Thailändern, die im Einzugsgebiet leben, sind etwa 600 Mitglied im Münchner Wat Thai. Abt der Gemeinde ist der Obermönch Phrakhrupalad Chon Chaiamnat (Phrakhruvitejthammarangsi). Aufgabe des den Wat tragenden Vereins (Wat-Thai Deutsch-Thailändisch Buddhistische Vereinigung in Deutschland e.V.) ist die Schaffung eines spirituellen und kulturellen Zentrums zur Pflege der buddhistischen Religion und des thailändischen Brauchtums. Ursprünglich von der Gemeinde in Ingolstadt aus betreut, mieteten die Münchner Thailänder ab 1994 ein Gebäude in Allach an. Mit Hilfe vieler Unterstützer gelang es, 1998 den jetzigen Wat in einem erworbenen Gebäude aus dem Jahr 1991 unterzubringen. Der Verein fühlt sich der buddhistischen Schultradition des Theravada verbunden.